# 徳島県道249号井上川田線
徳島県道249号井上川田線（とくしまけんどう249ごう いのうえかわたせん）は、徳島県吉野川市を通る一般県道である。

## 概要
吉野川市山川町井上から吉野川市山川町舟戸に至る。ほぼ全線1 - 1.5車線の県道であり、周辺の住民が生活道路として利用している。

### 路線データ
- 起点：吉野川市山川町井上
- 終点：吉野川市山川町舟戸（国道192号交点）
- 総延長：3.651 km[1]

## 歴史
- 1959年（昭和34年）1月31日 - 徳島県道137号線として認定。
- 1972年（昭和47年）3月10日 - 現在の路線番号で再認定。

## 路線状況

### 重複区間
- 国道192号・国道193号（吉野川市山川町川田）

## 地理

### 通過する自治体
- 徳島県
  - 吉野川市

### 交差する道路
| 交差する道路                                  | 交差する場所 | 交差する場所 |
| --------------------------------------------- | ------------ | ------------ |
| 国道192号 重複区間起点 国道193号 重複区間起点 | 山川町川田   |              |
| 国道192号 重複区間終点 国道193号 重複区間終点 | 山川町川田   |              |
| 国道192号 国道193号 重複                      | 山川町舟戸   | 終点         |

### 交差する鉄道
- 徳島線

### 沿線
- 川田川
- 吉野川市立高越小学校
- JR四国川田駅